# معركة غروزني (1999–2000)
معركة 1999-2000 في غروزني هي عملية حصار واحتلال العاصمة الشيشانية غروزني من قبل القوات الروسية، والتي استمرت من 25 ديسمبر 1999 إلى 6 فبراير 2000. خلف الحصار والقتال العاصمة مدمرة، حيث وصفت الأمم المتحدة غروزني بأنها المدينة الأكثر دمارًا على وجه الأرض.